# Стара Домбрувка
Стара Домбрувка (пол. Stara Dąbrówka) — село в Польщі, у гміні Скужець Седлецького повіту Мазовецького воєводства.
Населення — 146 осіб (2011).
У 1975-1998 роках село належало до Седлецького воєводства.

## Демографія
Демографічна структура станом на 31 березня 2011 року:
|          | Загалом | Допрацездатний вік | Працездатний вік | Постпрацездатний вік |
| -------- | ------- | ------------------ | ---------------- | -------------------- |
| Чоловіки | 70      | 21                 | 45               | 4                    |
| Жінки    | 76      | 23                 | 41               | 12                   |
| Разом    | 146     | 44                 | 86               | 16                   |